# Drôme (dopływ Rodanu)
Drôme (oksyt.: Droma) – rzeka w południowo-wschodniej Francji, lewy dopływ Rodanu.
- Długość: 110 km
- Powierzchnia dorzecza: 1640 km².

Średni przepływ wieloletni u ujścia Drôme do Rodanu wynosi ok. 20 m³/s. Od nazwy rzeki pochodzi nazwa francuskiego departamentu Drôme.
Źródła rzeki znajdują się na wysokości ok. 1060 m n.p.m. na południowym skraju grupy górskiej Vercors, na południowy wschód od przełęczy Col de Cabre, w maleńkiej wiosce La Bâtie-des-Fonds w departamencie Drôme, w regionie Rodan-Alpy.
W swym górnym biegu rzeka ma charakter wybitnie górski. Spływa w kierunku północno-wschodnim, pomiędzy grupami górskimi Vercors na północy i Diois na południu. Ok. 2 km na południe od wsi Luc-en-Diois w departamencie Drôme, w miejscu zwanym Le Claps, przebija się między potężnymi blokami skalnymi będącymi pozostałością po dawnym osuwisku: w latach 1442–1804 przegradzało ono rzekę, tworząc naturalny zbiornik zaporowy. Pomiędzy Die i Saillans jej koryto tworzy dwa zakola w formie litery „S”, po czym opuszcza tereny górskie. Poniżej miejscowości Crest rzeka osiąga płaską dolinę Rodanu, do którego wpływa deltowatym ujściem.
Reżim hydrologiczny rzeki jest mieszany, deszczowo-śnieżny, ze znaczącymi fluktuacjami sezonowymi. Średnia wieloletnia opadów w dorzeczu Drôme wynosi 492 mm. W miejscowości Saillans, powyżej której znajduje się 1150 km² (tj. ok. 70%) dorzecza Drôme, pomiary stanu wód rzeki prowadzi się od 1911 r. Średni przepływ z tego okresu wynosi 17,9 m³/s. Wysokie stany wód wypadają w zimie i wiosną (od listopada do maja włącznie) z maksimum 30,7 m³/s przypadającym na kwiecień i maj, niskie zaś – latem i wczesną jesienią, z minimum 4,2 m³/s przypadającym na sierpień. 3 grudnia 2003 r. zanotowano w Saillans maksymalny przepływ chwilowy wynoszący 692 m³/s oraz maksymalny przepływ dzienny wynoszący 403 m³/s.
Drôme jest jedną z niewielu większych rzek w zachodniej części Europy, której biegu nie przegradza żadna zapora wodna. Zwłaszcza w górnym biegu stanowi ulubiony teren dla rekreacji i sportów wodnych, często odwiedzany przez amatorów kajakarstwa górskiego czy też raftingu.